# John Maybury
John Maybury (Londres, 25 de março de 1958) é um cineasta e artista inglês. Em 2005, foi nomeado como uma das 100 pessoas gays e lésbicas mais influentes da Grã-Bretanha.